# Stele de iarnă
Stele de iarnă este un film românesc din 1980 regizat de Cristiana Nicolae. Rolurile principale au fost interpretate de actorii Val Paraschiv, Andrei Török, Gheorghe Cozorici.

## Distribuție
Distribuția filmului este alcătuită din:
- Andrei Török — Dan Priescu
- Valeriu Paraschiv — Rizea
- Mircea N. Crețu — Batacliu
- Constantin Drăgănescu — Titi Buduru
- Gheorghe Cozorici — Dr. Timaru
- Andrei Finți — Dumitraș
- Cornel Preda — Ion Cordun
- Ion Fiscuteanu
- Radu Cristian Nicolae — Matei Rizea
- Maria Rotaru — Sanda
- Grigore Gonța — Brumaru

## Primire
Filmul a fost vizionat de 1.337.453 de spectatori în cinematografele din România, după cum atestă o situație a numărului de spectatori înregistrat de filmele românești de la data premierei și până la data de 31 decembrie 2014 alcătuită de Centrul Național al Cinematografiei.